# Express de Chicago
L'Express de Chicago est une franchise professionnelle de hockey sur glace en Amérique du Nord qui évolue dans l'ECHL. L'équipe est basée à Hoffman Estates dans l'État de l'Illinois.

## Historique
La franchise est créée en 2010. Elle commence ses activités en ECHL lors de la saison 2011-2012. Au terme de cette première saison, elle suspend ces activités.

### Saisons après saisons
Note : BP : buts pour, BC : buts contre, Pun : minutes de pénalité
| Saison    | PJ | V  | D  | DP | DF | Pts | Classement              | Séries éliminatoires |
| --------- | -- | -- | -- | -- | -- | --- | ----------------------- | -------------------- |
| 2011-2012 | 72 | 34 | 26 | 8  | 4  | 80  | 2e place, division Nord | Hors des séries      |